# Resolució 1208 del Consell de Seguretat de les Nacions Unides
La Resolució 1208 del Consell de Seguretat de les Nacions Unides fou adoptada per unanimitat el 19 de novembre de 1998. Després de recordar la Resolució 1170 (1998) sobre Àfrica, el Consell va discutir el tractament i l'estatut dels refugiats del continent.
Era important que es protegissin els refugiats i es preservés el caràcter humanitari dels camps de refugiats. El Consell de Seguretat va reconèixer l'experiència que tenien els països africans en el tractament dels refugiats i camps de refugiats. Hi havia inseguretat en alguns camps a causa de la presència de grups armats i no podien beneficiar-se de protecció internacional, diferències entre la població refugiada, delictes, bandidatge i flux de les armes. Va insistir en la necessitat d'ajudar els països africans a proporcionar seguretat als refugiats, mantenir el caràcter humanitari dels camps de refugiats i protegir grups vulnerables com dones, nens i gent gran.
El Consell de Seguretat va destacar la importància de la Convenció sobre la qüestió dels refugiats de 1951 i d'especial rellevància va ser la Convenció sobre els aspectes específics dels problemes de refugiats a l'Àfrica de l'Organització de la Unitat Africana (OUA). L'amfitrió d'un camp de refugiats era responsable de la seva seguretat i naturalesa humanitària. En aquest sentit es va instar a l'Alt Comissionat de les Nacions Unides per als Refugiats, l'OUA, la comunitat internacional i les organitzacions regionals i subregionals a ajudar els països africans a acollir poblacions de refugiats, mentre que el secretari general Kofi Annan va haver de respondre a les demandes relatives a l'aplicació dels drets humans i dret internacional humanitari. Finalment, també se li va demanar que considerés la creació d'una nova categoria dins del Fons Fiduciari de les Nacions Unides per millorar la preparació per a la prevenció de conflictes i el manteniment de la pau a l'Àfrica.